# Stará Bystrica
Stará Bystrica este o comună slovacă, aflată în districtul Čadca din regiunea Žilina. Localitatea se află la altitudinea de 487 m deasupra n.m., se întinde pe o suprafață de 36,91 km2 și în 2017 număra 2.759 de locuitori.

## Istoric
Localitatea Stará Bystrica este atestată documentar din 1417.

## Demografie
| An:                | 1994 | 2004   | 2014   | 2024   |
| ------------------ | ---- | ------ | ------ | ------ |
| Număr de persoane: | 2616 | 2679   | 2740   | 2817   |
| Diferență:         |      | +2,40% | +2,27% | +2,81% |

| An:                | 2023 | 2024   |
| ------------------ | ---- | ------ |
| Număr de persoane: | 2814 | 2817   |
| Diferență:         |      | +0,10% |